# بگو به باران
بگو به باران (به انگلیسی: Begoo be Baran) دومین اثر از آلبوم «سودای من»، دوازدهمین آلبوم رسمی از خواننده و ترانه‌سرای ایرانی، محسن نامجو است که در ۴ مارس ۲۰۱۹ میلادی (۱۳ اسفند ۱۳۹۷) منتشر شد.
ترانهٔ این اثر از محمدرضا شفیعی کدکنی، نویسنده، پژوهشگر و شاعر ایرانی است که با آواز محسن نامجو و آهنگسازی احسان مطوری، کارگردانی ویدیویی سوگل ضامنی و با بازیِ پرهام علیزاده انتشار یافت.
تهیه‌کنندهٔ این آلبوم شرکت شید رکوردز (Sheed Records) است.

## نوازنده‌ها
- Mike Block
- کورش بابایی
- حمید بهروزی‌نیا
- رضا مقدس
- احسان مطوری
- همایون نصیری

## عوامل
- تنظیم: احسان مطوری و حمید منتظری
- تهیه‌کننده: شید رکوردز
- مسترینگ: Andy Krehm و Silverbirch Mastering
- گرافیک: سوگل ضامنی
- اسپانسر: شید رکوردز
- بازیگران: پرهام علیزاده، صبا ضامنی، ترانه فریور، کامران نوری، ثنا آراسته‌فر، راحله فیوضی، کیارش تیموریان